# Annona tenuipes
Annona tenuipes é uma espécie do gênero Annona.  

## Taxonomia
A espécie foi descrita em 1950 por Klas Robert Elias Fries. 